# Torkham

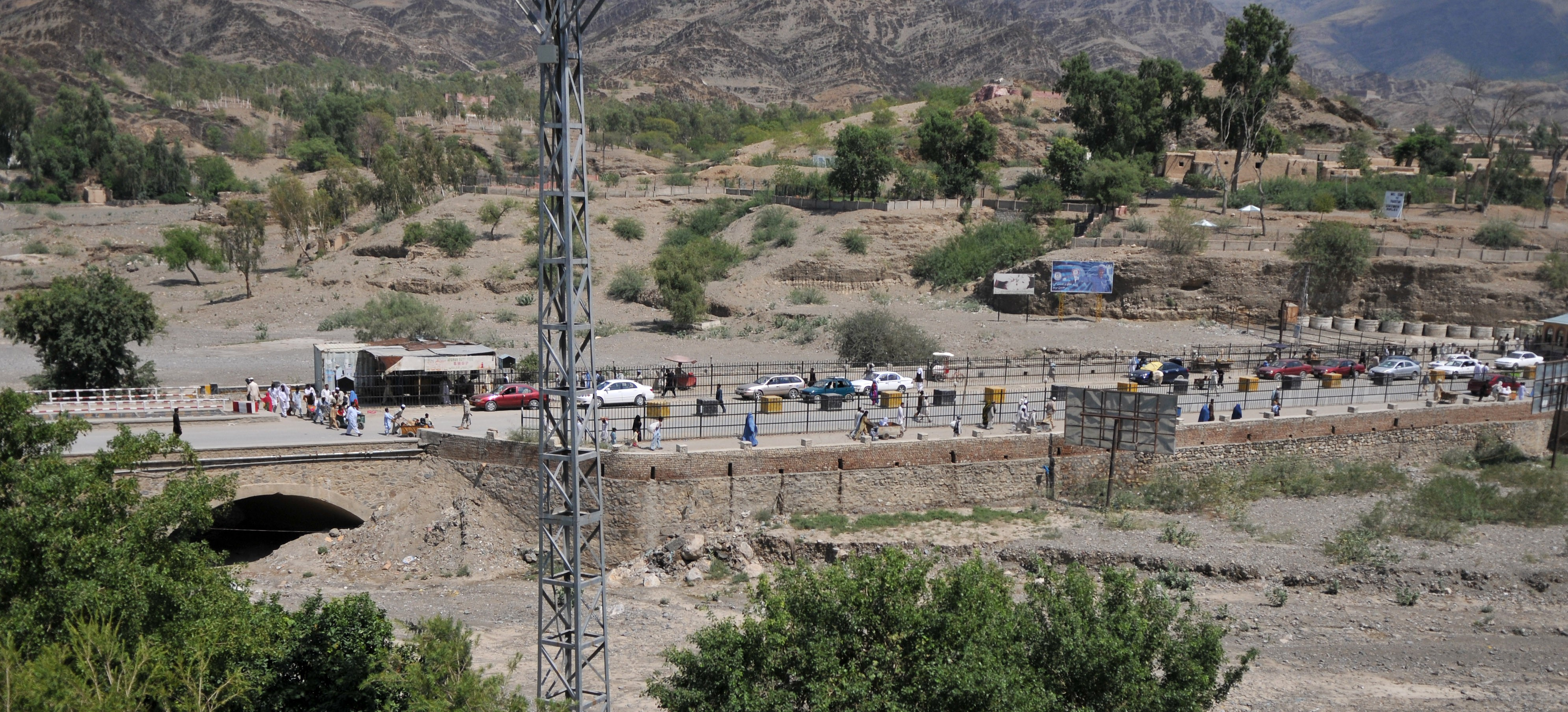
Passage de la frontière de Torkham en septembre 2011

Torkham (pachto : تورخم ; Tūrkham) est l'un des principaux postes frontaliers internationaux entre le Pakistan et l'Afghanistan, situé sur la frontière internationale de Torkham. Il relie la province de Nangarhar en Afghanistan aux zones tribales administrées par le gouvernement fédéral (FATA) et Khyber Pakhtunkhwa. Il s'agit du point d'entrée le plus fréquenté entre les deux pays, servant de site de transport, d'expédition et de réception majeur,. L'autoroute 7 relie Torkham à Kaboul en passant par Jalalabad.
Du côté pakistanais, la frontière se trouve à la fin de la route nationale N-5, qui la relie à Peshawar à l'est et la relie à Islamabad par d'autres voies. La Police frontalière afghane et le Corps frontalier du Pakistan sont les principales agences de contrôle de Torkham. Ils sont soutenus par les forces armées pakistanaises et afghanes. Il y a aussi une certaine présence des forces de l'OTAN du côté afghan du passage à niveau, principalement du personnel des forces armées des États-Unis. L'American Forward Operating Base de Torkham (FOB Torkham) est situé à quelques miles de la traversée dans la province de Nangarhar. Torkham appartient au district Momand Dara de Nangarhar.

## Histoire

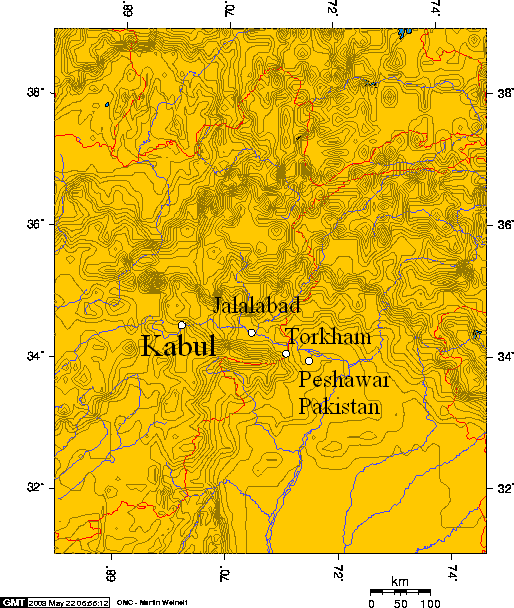
Abul, Peshawar, et quelques villes dans Nangarhar Coordonnées: N E

L'emplacement a été utilisé tout au long de l'histoire par les caravanes afghanes et turques, y compris les armées marchant d'empires puissants. La plupart d'entre eux étaient en route vers l'Inde du Nord, en passant par Peshawar puis Lahore. Quelques-uns des personnages historiques régionaux bien connus qui seraient passés par Torkham sont Chandragupta Maurya, Xuanzang, Jayapala, Al-Biruni, Ibn Battûta, Babur, Humâyûn, Nâdir Châh, Ahmad Shah Durrani, Zaman Shah, Dost Mohammad Khan et Wazir Akbar Khan.
Pendant la plus grande partie du siècle dernier, des propositions ont été faites pour étendre le service ferroviaire Khyber (disparu) à l'Afghanistan et éventuellement au-delà, en passant par Jalalabad. Ces propositions bénéficient du soutien de l'actuel gouvernement afghan. Ces dernières années, le Pakistan et l'Afghanistan ont signé un mémorandum d'accord pour l'avancement de la pose des voies ferrées entre les deux pays. Les travaux sur le projet proposé devaient commencer en 2010.
En novembre 2001, le New York Times a rapporté que Torkham est la ville natale de Hazrat Ali. Ali était un leader de la milice anti-Taliban qui a pris le pouvoir après que les talibans se soient retirés. Il a été rapporté que Hazrati Ali avait uni ses forces avec deux autres chefs de milice, Mawlawi Yunis Khalis, et Ezatullah, pour mettre en place un gouvernement provisoire régional.
Du côté pakistanais, Torkham se trouve au bout de la route nationale N-5. Il est relié à la ville de Peshawar dans l'est. Les marchandises transportées arrivent à Torkham depuis la ville portuaire de Karachi dans la province du Sind. Torkham est à 5 kilomètres à l'ouest du col de Khyber. Il se trouve sur la route d'approvisionnement la plus importante pour les forces de l'OTAN dirigées par les États-Unis en Afghanistan. Le gouvernement pakistanais bloque parfois les approvisionnements en raison de l'utilisation américaine de grèves de drones au Pakistan,.
En avril 2006, la police frontalière afghane a commencé à exiger que les voyageurs traversant la frontière à Torkham possèdent des documents de voyage valides.
Le Pakistan a achevé la construction de la porte frontalière, du terminal de passage et d'autres infrastructures associées de son côté de la frontière de Torkham d'ici juillet 2016. La porte frontière a été baptisée Bab-i-Pakistan et le terminal de passage a été nommé « terminal Shaheed Major Ali Jawad Changezi », après que l'officier ait perdu la vie dans des escarmouches contre les forces de sécurité afghanes à la même frontière et dans les affrontements qui ont résulté de la construction de cette porte même. La cérémonie d'accueil du drapeau a également commencé juste comme celle à la frontière de Wagah avec l'Inde. Maintenant personne ne sera autorisé à traverser la frontière sans documentations appropriées pour vérifier l'infiltration de terroristes de l'Afghanistan au Pakistan. Les travaux sur la construction de la porte et des installations connexes ont commencé en 2014, mais ont été retardés à cause des réserves afghanes et des affrontements. Le Pakistan prévoit d'avoir des mesures similaires de contrôle aux frontières dans les six principaux points de passage entre les deux pays sur la frontière poreuse de 2 600 kilomètres de long.

## Climat
Avec une influence du climat steppique local, Torkham dispose d'un climat semi-aride chaud (Köppen BSh). La température moyenne à Torkham est de 20,3 °C, tandis que les précipitations annuelles sont en moyenne de 407 mm. Juin est le mois le plus sec avec une pluviométrie moyenne de 8 mm, alors que le mois le plus humide est mars, avec une moyenne de 82 mm de précipitations.
Juin est le mois le plus chaud de l'année avec une température moyenne de 31,0 °C. Le mois le plus froid de janvier a une température moyenne de 8,4 °C.

## Galerie

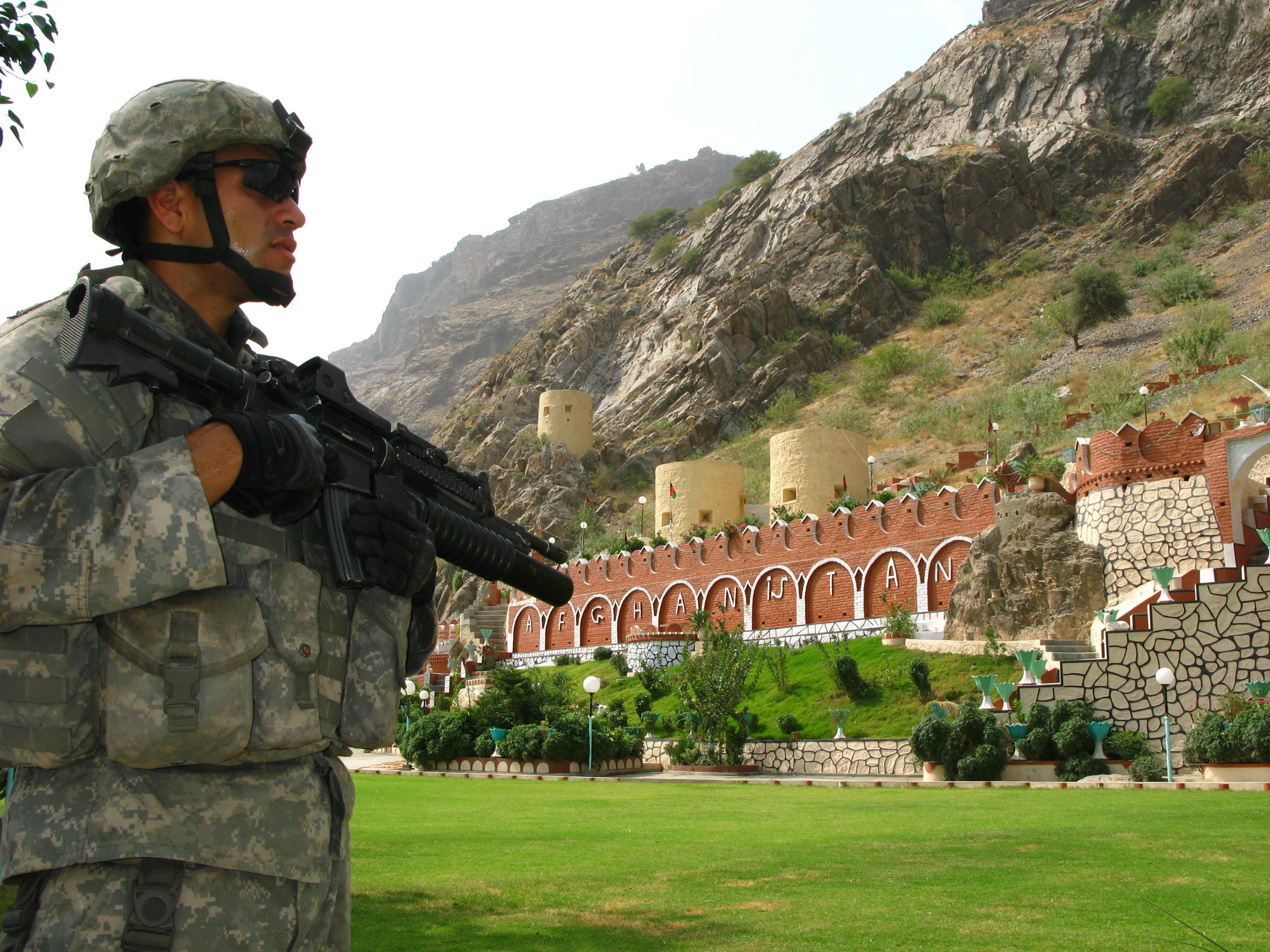
Un soldat américain du côté afghan de Torkham en 2007
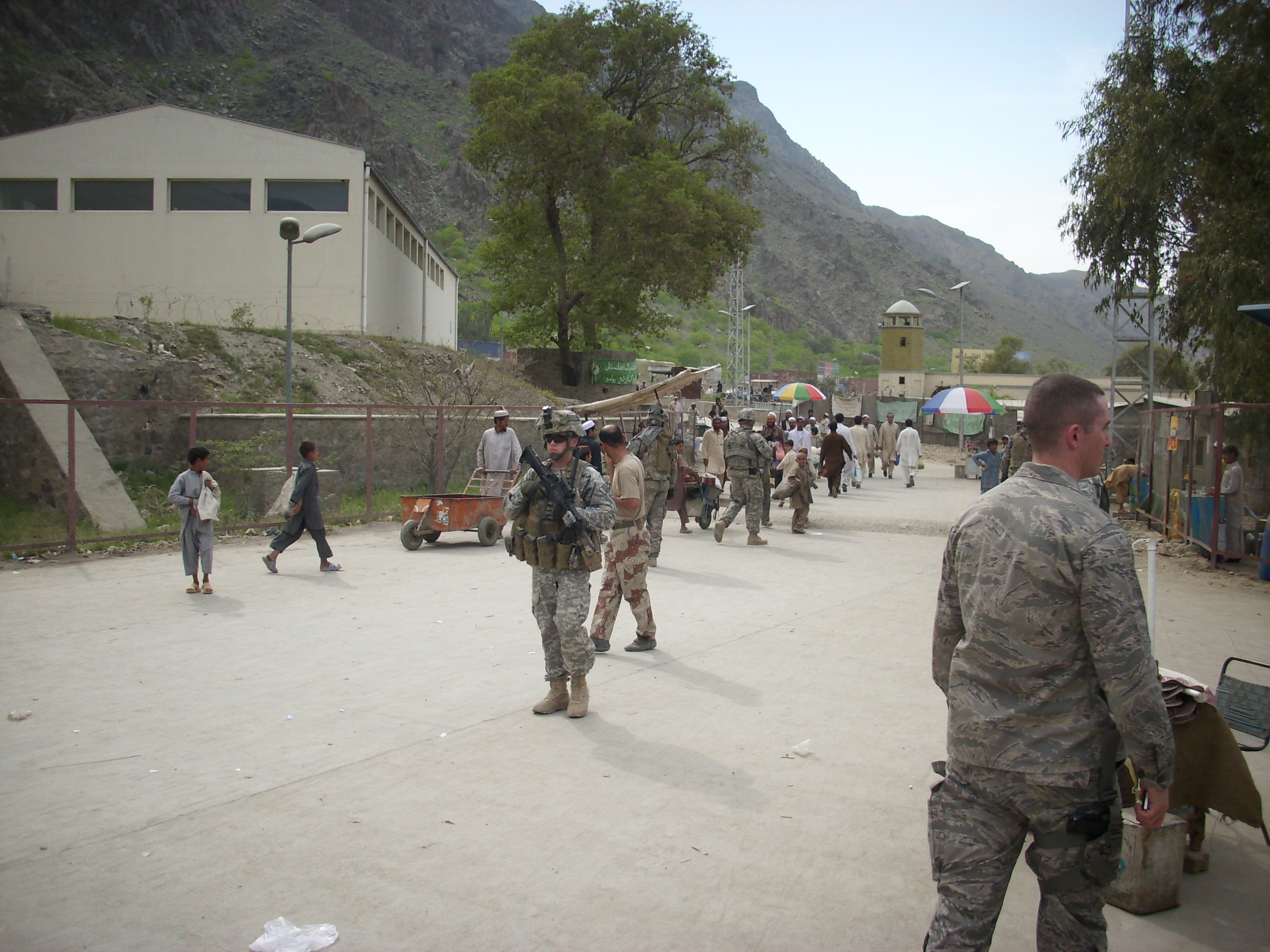
Éléments de la Force opérationnelle interarmée combinée 82 (en) dans la zone frontalière de Torkham avec le directeur du Centre d'opérations de déploiement et de distribution du CENTCOM, major général de l'armée de l'air américaine Robert H. McMahon (en), le 25 mars 2010.
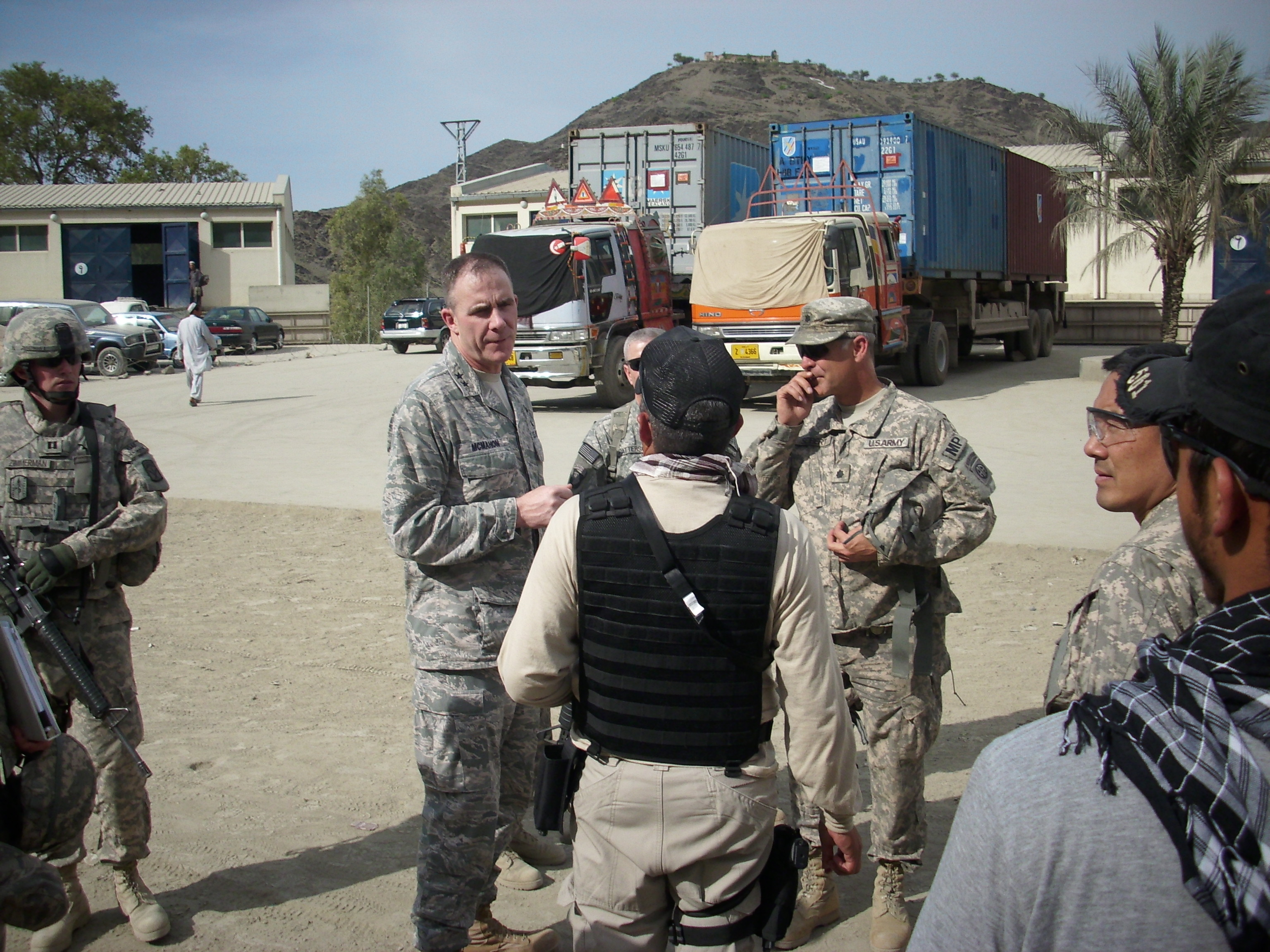
Éléments de la Force opérationnelle interarmée combinée 82 dans la zone frontalière de Torkham avec le général Robert McMahon, le 25 mars 2010.
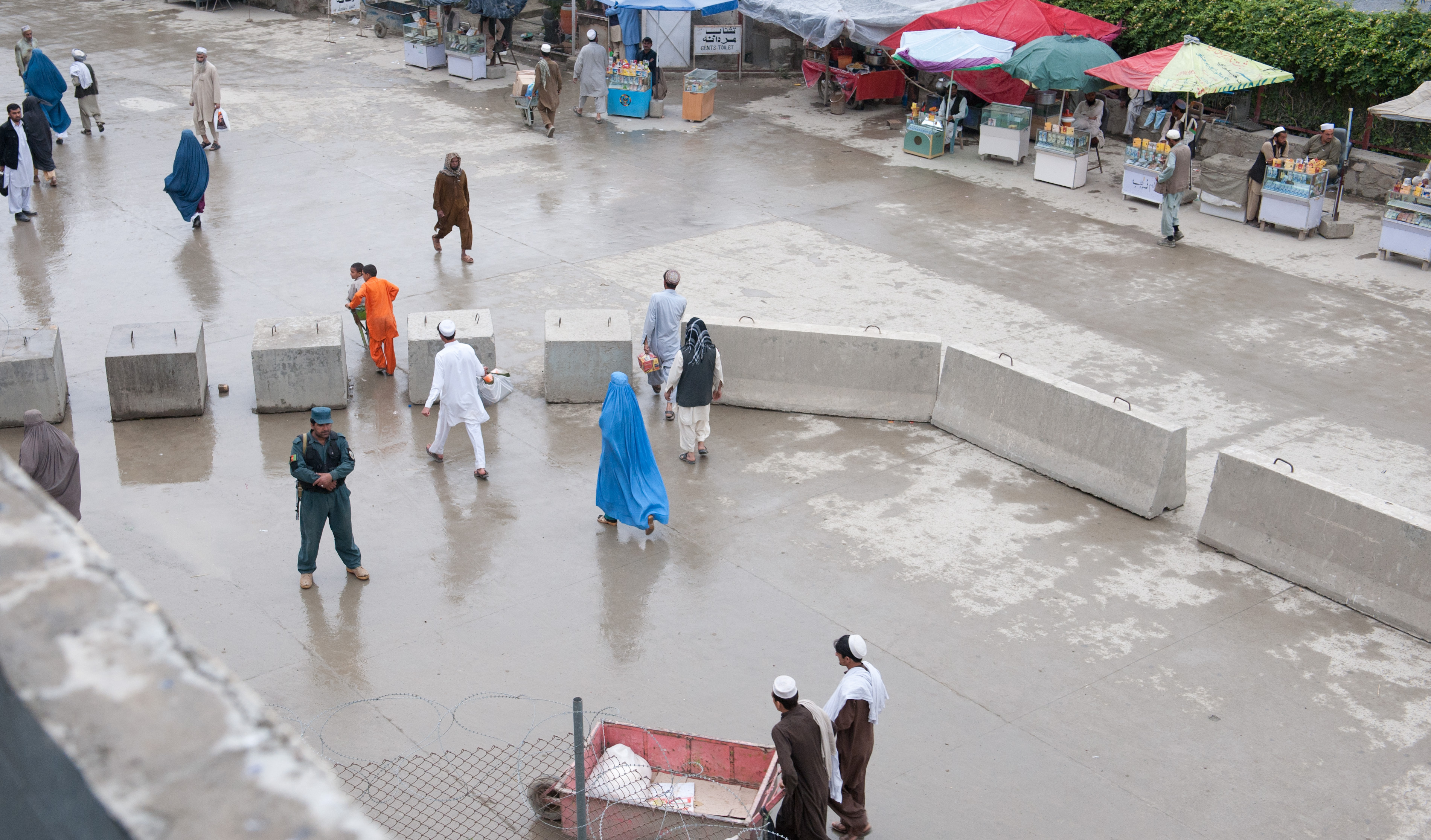
Point d'entrée de l'Afghanistan à Torkham
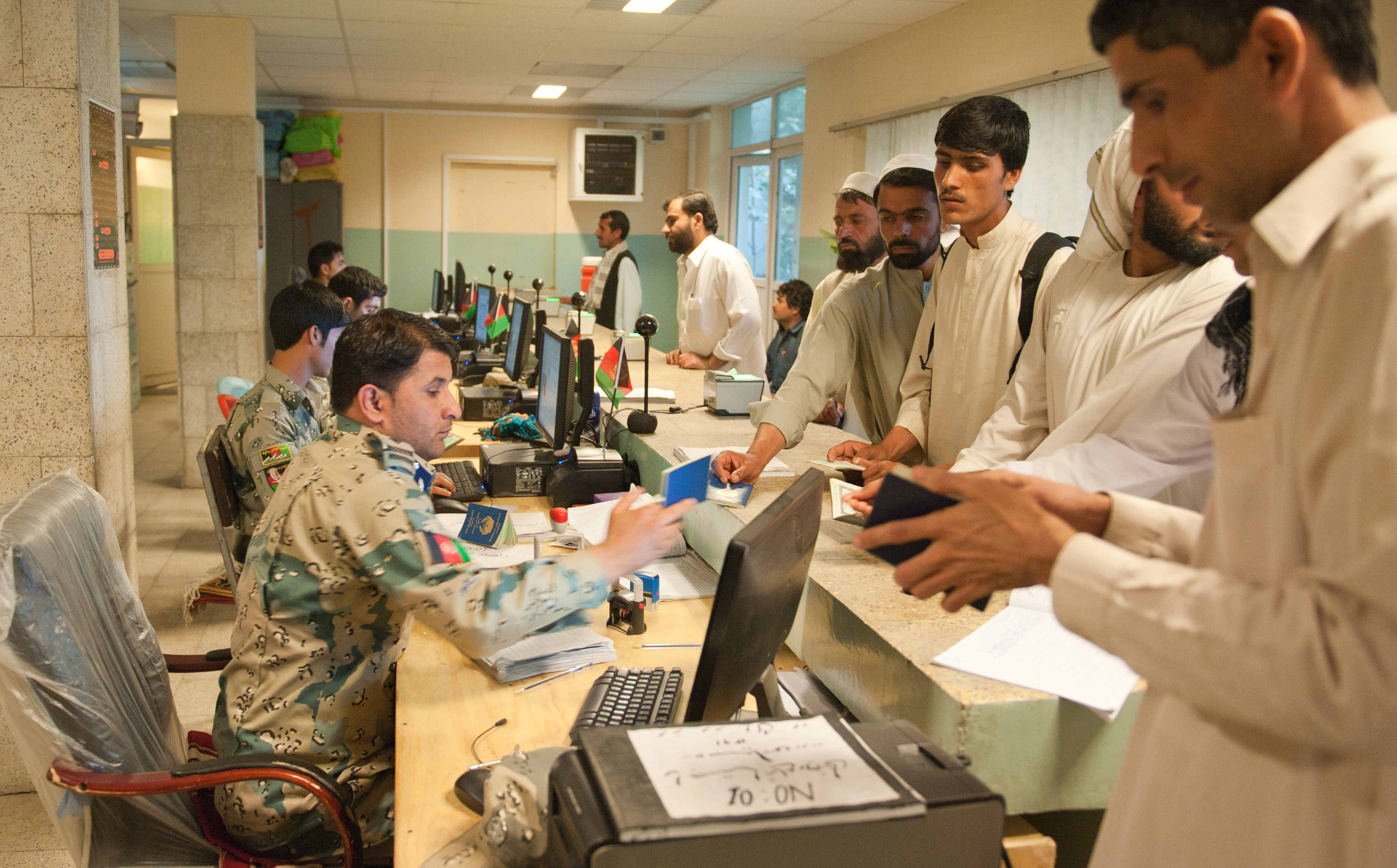
À l'intérieur de la douane afghane et de la station de patrouille frontalière de Torkham.